# 橫帶卡奎麗魚
橫帶卡奎麗魚，為輻鰭魚綱鱸形目隆頭魚亞目慈鯛科的其中一種，分布於南美洲哥倫比亞Atrato、Magdalena河及巴拿馬Tuíra、Chucunaque河流域，體長可達47.5公分，棲息在中底層水域，以魚類、甲殼類為食，生活習性不明。

## 擴展閱讀
維基物種上的相關：橫帶卡奎麗魚